# Riley (Familienname)
Riley ist ein englischer Familienname irischer Herkunft. Zu Herkunft und Bedeutung siehe beim Vornamen Riley.

## Namensträger

### A
- Alexandra Riley (Tennisspielerin) (* 1991), US-amerikanische Tennisspielerin
- Ali Riley (Alexandra Lowe Riley; * 1987), neuseeländische Fußballspielerin
- Amber Riley (* 1986), US-amerikanische Schauspielerin und Sängerin
- Andrea Riley (* 1988), US-amerikanische Basketballspielerin
- Andrew Riley (* 1988), jamaikanischer Leichtathlet
- Arthur Riley (1903–1984), südafrikanischer Fußballtorwart
- Ashley Riley (* 1995), bahamaischer Sprinter

### B
- Ben Riley (1933–2017), US-amerikanischer Jazz-Schlagzeuger
- Bennett C. Riley (1790–1853), US-amerikanischer General
- Billy Lee Riley (1933–2009), US-amerikanischer Musiker
- Blake Riley (* 1986), US-amerikanischer Pornodarsteller
- Bob Riley (* 1944), US-amerikanischer Politiker
- Bob Cowley Riley (1924–1994), US-amerikanischer Politiker
- Boots Riley (* 1971), US-amerikanischer Rapper, Film- und Musikproduzent, Filmregisseur, Drehbuchautor und kommunistischer Aktivist
- Bridget Riley (* 1931), englische Malerin
- Bridgett Riley (* 1973), US-amerikanische Stuntfrau und Schauspielerin
- Bud Riley (1925–2012), US-amerikanisch-kanadischer American-Football-Trainer

### C
- Candice Riley (* 1984), neuseeländische Triathletin
- Charles Valentine Riley (1843–1895), US-amerikanischer Entomologe
- Charlotte Riley (* 1981), britische Schauspielerin
- Christiana Riley (* 1978), Vorstandsmitglied der Deutsche Bank AG
- Cyril Riley, australischer House-Produzent, siehe Cyril (DJ)
- CJ Egan-Riley (* 2003), englischer Fußballspieler
- Corinne Boyd Riley (1893–1979), US-amerikanische Politikerin

### D
- Doug Riley (1945–2007), kanadischer Musiker, Arrangeur, Komponist und Produzent
- Duke Riley (* 1994), US-amerikanischer American-Football-Spieler

### F
- Frank Riley (Frank Rhylick; 1915–1996), US-amerikanischer Schriftsteller

### G
- Gwendoline Riley (* 1979), britische Schriftstellerin
- Gyan Riley (* 1977), US-amerikanischer Gitarrist, Komponist und Musikpädagoge

### H
- Hazel Riley, britische Autorin
- Helene M. Kastinger Riley (1939–2025), US-amerikanische Germanistin
- Henry T. Riley (1816–1878), britischer Altertumswissenschaftler und Übersetzer
- Herlin Riley (* 1957), US-amerikanischer Jazzmusiker
- Herman Riley (1933–2007), US-amerikanischer Jazzmusiker
- Howard Riley (Fußballspieler) (* 1938), englischer Fußballspieler
- Howard Riley (Pianist) (1943–2025), britischer Pianist und Komponist

### I
- Indiah-Paige Riley (* 2001), neuseeländische Fußballspielerin
- Ivan Riley (1900–1943), US-amerikanischer Hürdenläufer

### J
- Jack Riley (Rugbyspieler) (um 1874–1924), englischer Rugby-League-Spieler
- Jack Riley (Footballspieler) (1909–1993), US-amerikanischer American-Football-Spieler
- Jack Riley (Eishockeyspieler, 1910) (1910–1994), US-amerikanischer Eishockeyspieler
- Jack Riley (Eishockeyspieler, 1919) (1919), US-amerikanischer Eishockeyspieler und -funktionär
- Jack Riley (1920–2016), US-amerikanischer Eishockeyspieler und -trainer, siehe John P. Riley junior
- Jack Riley (Baseballspieler), US-amerikanischer Baseballspieler
- Jack Riley (Cricketspieler) (1927–2008), englischer Cricketspieler
- Jack Riley (Schauspieler) (1935–2016), US-amerikanischer Schauspieler und Synchronsprecher
- James Whitcomb Riley (1849–1916), US-amerikanischer Schriftsteller und Dichter
- Jeannie C. Riley (* 1945), US-amerikanische Country-Sängerin
- Jimmy Riley (1947–2016), jamaikanischer Sänger und Musikproduzent
- Joe Riley (Eishockeyspieler) (Joseph A. Riley; 1923–1976), US-amerikanischer Eishockeyspieler
- Joe Riley (Fußballspieler, 1991) (Joseph Michael Riley; * 1991), englischer Fußballspieler
- Joe Riley (Fußballspieler, 1996) (* 1996), englischer Fußballspieler
- John Riley (Maler) (1646–1691), britischer Maler
- John Riley (auch Jon Riley, John O’Riley; um 1805–1850), irisch-amerikanischer Soldat, Anführer der San Patricios
- John Riley (Dichter) (1937–1978), britischer Dichter
- John Riley (Schlagzeuger) (* 1954), US-amerikanischer Jazzmusiker
- John Riley (Ruderer) (* 1964), US-amerikanischer Ruderer
- John Riley-Schofield (1954–2005), britischer Bariton
- John Horn Riley (1909–1993), US-amerikanischer Ringer und American-Football-Spieler, siehe Jack Riley (Footballspieler)
- John Jacob Riley (1895–1962), US-amerikanischer Politiker
- John P. Riley junior (1920–2016), US-amerikanischer Eishockeyspieler und -trainer
- Jonathon Riley (Militärhistoriker) (* 1955), britischer Historiker und General
- Jonathon Riley (Leichtathlet) (auch Jon Riley; * 1978), US-amerikanischer Leichtathlet
- Jonathan Riley-Smith (1938–2016), britischer Historiker und Hochschullehrer
- Joseph Harvey Riley (1873–1941), US-amerikanischer Ornithologe
- Josh Riley (* 1981), Politiker
- Judith Merkle Riley (1942–2010), US-amerikanische Schriftstellerin

### K
- Karla Riley (* 1997), panamaische Fußballspielerin
- Ken Riley (1919–2015), US-amerikanischer Maler und Illustrator

### L
- Larry Riley, US-amerikanischer Basketballfunktionär
- Lawrence Joseph Riley (1914–2001), US-amerikanischer Geistlicher, Weihbischof in Boston
- Lucinda Riley (1966–2021), irische Schriftstellerin

### M
- Madison Riley (* 1990), US-amerikanische Schauspielerin
- Marc Riley (* 1961), britischer Musiker und Radio-DJ
- Matilda White Riley (1911–2004), US-amerikanische Soziologin
- Matthew Riley, US-amerikanischer Schauspieler
- Michael Riley (* 1962), kanadischer Schauspieler
- Mike Riley (Musiker) (1904–1984), US-amerikanischer Posaunist und Bandleader
- Mike Riley (Footballtrainer) (* 1953), US-amerikanischer Footballtrainer
- Mike Riley (Schiedsrichter) (* 1964), englischer Fußballschiedsrichter
- Miles Gutierrez-Riley (* 1998), amerikanischer Schauspieler
- Murray Riley (1925–2020), australischer Ruderer

### P
- Pat Riley (* 1945), US-amerikanischer Basketballtrainer
- Paul Riley (Schauspieler) (* 1962), schottischer Schauspieler und Comedian
- Paul Riley (Fußballtrainer) (* 1963), englischer Fußballspieler und -trainer
- Paul Riley (Snookerspieler), englischer Snookerspieler

### R
- Rachel Riley (* 1986),  britische Mathematikerin und Fernsehmoderatorin
- Ralph Riley (1924–1999), britischer Genetiker
- Richard Riley (* 1933), US-amerikanischer Politiker
- Ron Riley (Eishockeyspieler) (* 1948), kanadischer Eishockeyspieler
- Ron Riley (Basketballspieler, 1950) (Ronald Jay Riley; * 1950), US-amerikanischer Basketballspieler
- Ron Riley (Basketballspieler, 1973) (* 1973), US-amerikanischer Basketballspieler
- Ronald Riley (* 1947), australischer Hockeyspieler
- Ruth Riley (* 1979), US-amerikanische Basketballspielerin

### S
- Sam Riley (* 1980), britischer Schauspieler
- Samantha Riley (* 1972), australische Schwimmerin
- Sheldon Riley ( 1999), australischer Sänger
- Stephen Riley (* 1975), US-amerikanischer Jazzmusiker
- Steve Riley (1956–2023), US-amerikanischer Musiker

### T
- Talulah Riley (* 1985), britische Schauspielerin
- Tarrus Riley (* 1979), jamaikanisch-amerikanischer Reggae-Sänger
- Teddy Riley (* 1967), US-amerikanischer Singer-Songwriter und Musikproduzent
- Terry Riley (* 1935), US-amerikanischer Komponist
- Thomas F. Riley (1912–1998), US-amerikanischer General
- Thomas J. Riley (1885–1928), US-amerikanischer Footballspieler, -trainer
- Thomas Joseph Riley (1900–1977), US-amerikanischer Geistlicher, Weihbischof in Boston
- Thomas T. Riley (* 1949), US-amerikanischer Diplomat
- Tom Riley (* 1981), britischer Schauspieler
- Tyrone Riley (* 1982), US-amerikanischer Basketballspieler

### W
- Winston Riley (1943–2012), jamaikanischer Songwriter und Musikproduzent